# Мері (Прахова)
Мері (рум. Meri) — село у повіті Прахова в Румунії. Входить до складу комуни Дрегенешть.
Село розташоване на відстані 47 км на північ від Бухареста, 24 км на південний схід від Плоєшті, 106 км на південний схід від Брашова.

## Населення
За даними перепису населення 2002 року у селі проживали 1090 осіб. Рідною мовою 1088 осіб (99,8%) назвали румунську.
Національний склад населення села:
| Національність | Кількість осіб | Відсоток |
| -------------- | -------------- | -------- |
| румуни         | 1076           | 98,7%    |
| цигани         | 11             | 1,0%     |